# Софтбокс

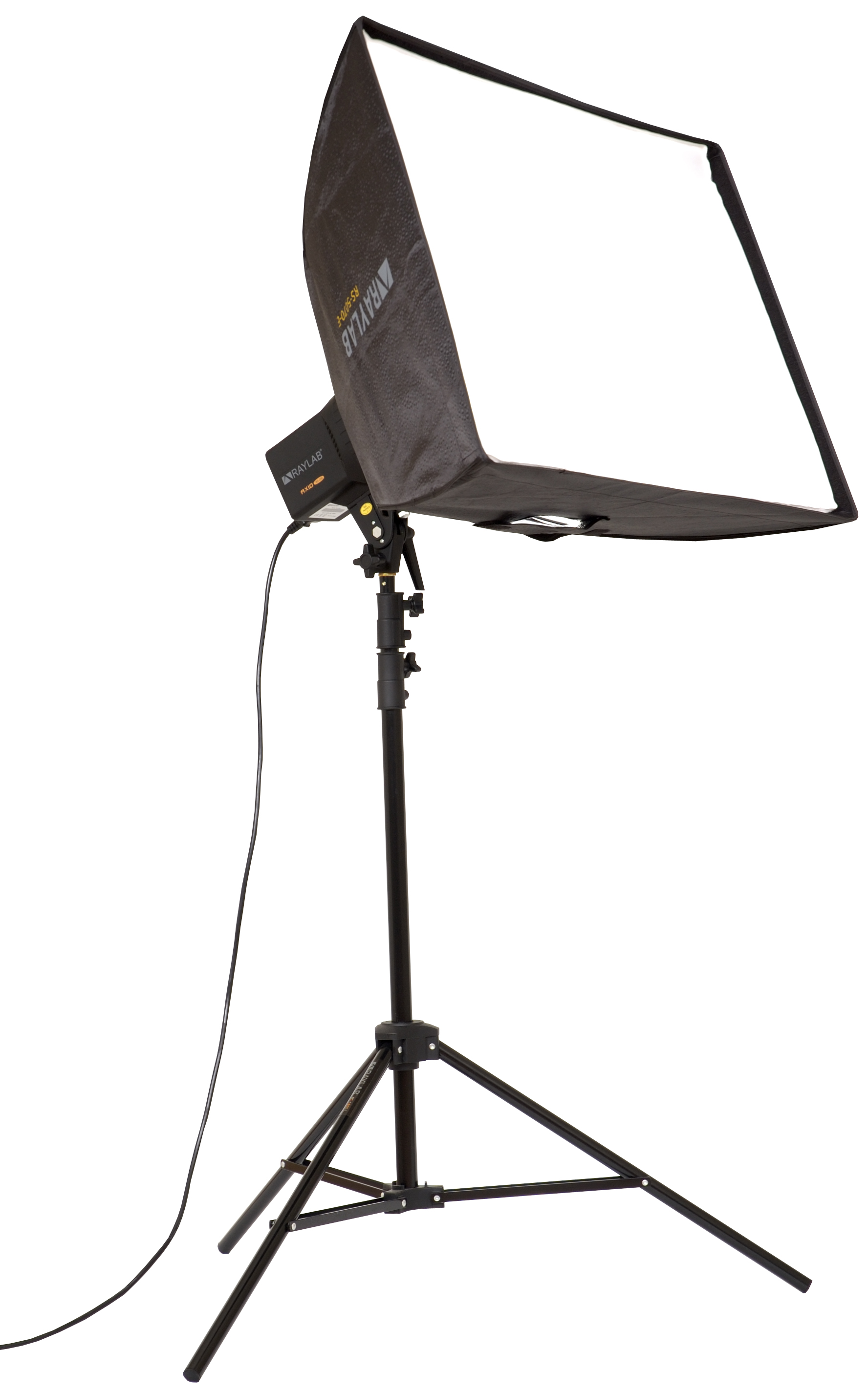
Софтбокс

Софтбо́кс (англ. softbox; soft — м'який, box — ящик) — насадка на джерело світла, призначена для створення м'якого розсіяного освітлення без різких відблисків. Використовується в студійній фотозйомці.

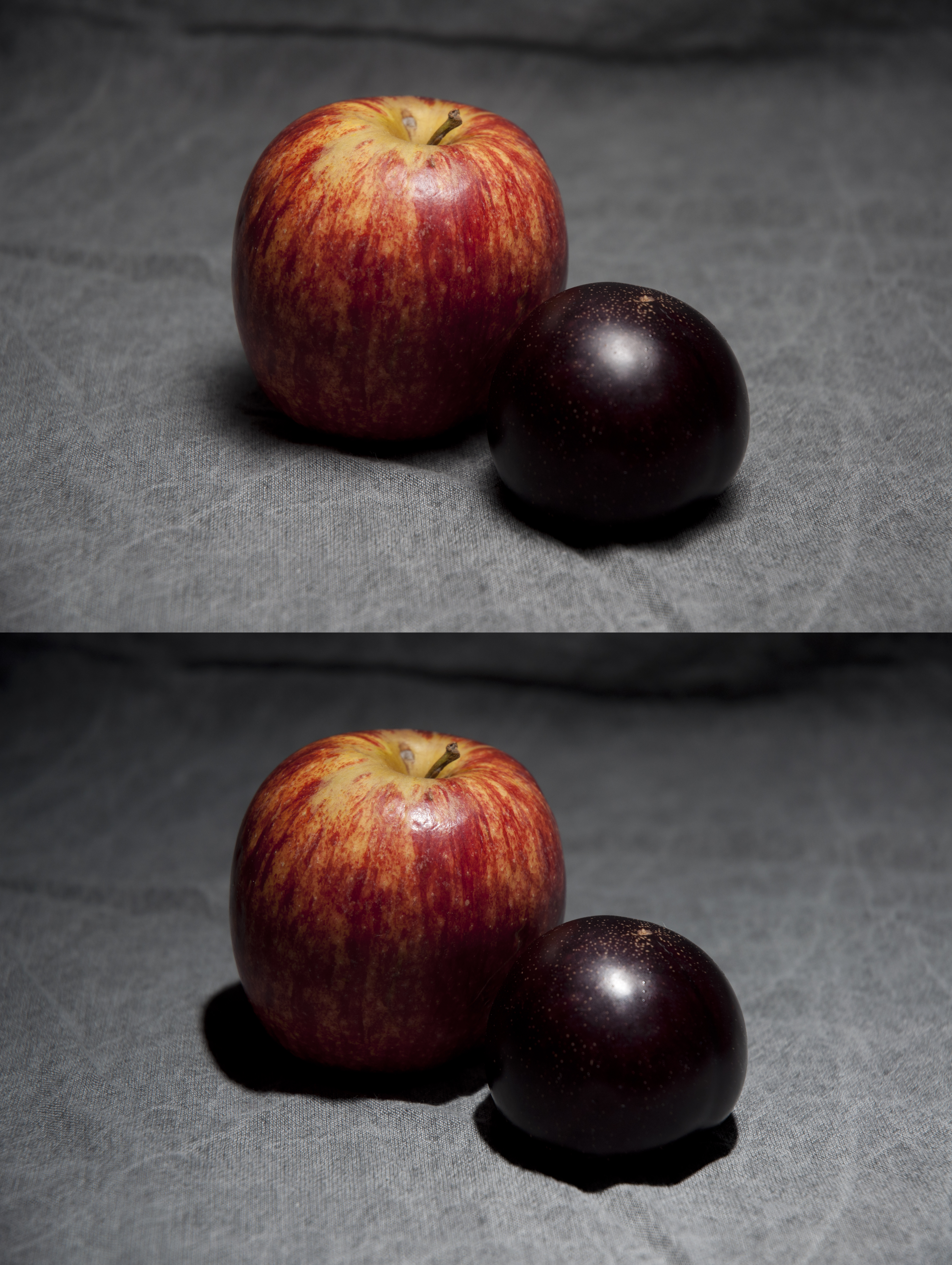
Сцена, освітлена софтбоксом (зверху) в порівнянні зі звичайним спалахом (знизу). Помітні більш м'які відблиски і тіні.

## Пристрій
Софтбокс являє собою закриту конструкцію з двох частин: відбивача та розсіювача. Форма відбивача підібрана таким чином, щоб забезпечити рівномірне свічення розсіювача (зазвичай зробленого з білої тканини). В результаті виходить джерело світла у вигляді рівномірно засвіченої площини досить великого розміру. Це дозволяє отримати м'які тіні і високу деталізацію в затінених областях.
Найчастіше використовуються софтбокси прямокутної форми, що дозволяє отримати освітлення, подібне світлу, що падає з вікна. Софтбокси іншої форми використовуються рідше.
Довгий і вузький софтбокс називається стріпбоксом. Він необхідний для того, щоб створити чіткий відблиск, що підкреслює форму об'єкта. Різні виробники пропонують різні модифікації стріпбоксів. Найбільш часто цим словом позначають звичайні чотирикутні софтбокси, злегка витягнуті до прямокутної форми, і значно рідше — вузьку світлову трубу зі світлорозсіювальною передньою поверхнею, здатну створити досить вузький концентрований промінь світла. Нерідко фотографи самостійно виготовляють подібні конструкції для вирішення конкретних творчих завдань.
Використовувані студійні софтбокси — це квадратні, прямокутні, октогональную і стріпбокси. Кожен з них розрахований на свою сферу застосування і особливості у використанні. Вибір найкращого софтбокса залежить від площі студії, потужності освітлювальних приладів і можливостей які вони представляють.